# Slatvina
Slatvina este o comună slovacă, aflată în districtul Spišská Nová Ves din regiunea Košice. Localitatea se află la altitudinea de 460 m deasupra n.m., se întinde pe o suprafață de 4,41 km2 și în 2017 număra 334 de locuitori.

## Istoric
Localitatea Slatvina este atestată documentar din 1246.

## Demografie
| An:                | 1994 | 2004    | 2014   | 2024   |
| ------------------ | ---- | ------- | ------ | ------ |
| Număr de persoane: | 253  | 306     | 322    | 307    |
| Diferență:         |      | +20,94% | +5,22% | −4,65% |

| An:                | 2023 | 2024   |
| ------------------ | ---- | ------ |
| Număr de persoane: | 303  | 307    |
| Diferență:         |      | +1,32% |